# Adam Dziurok

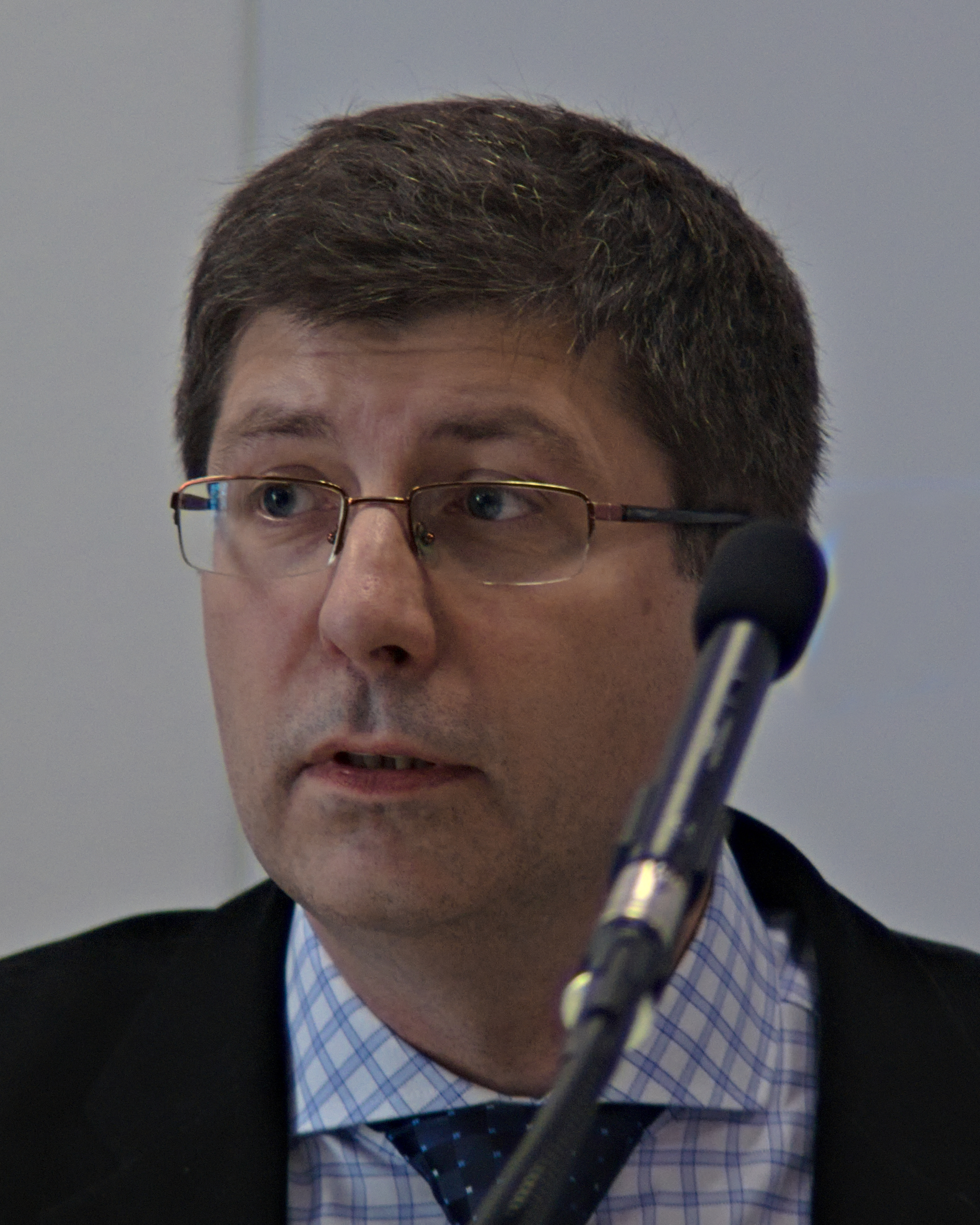
Adam Dziurok

Adam Dziurok (* 1972 in Rybnik) ist ein polnischer Historiker.
Er ist wissenschaftlicher Mitarbeiter und Leiter des Büros für Öffentliche Bildung bei der Zweigstelle des Instituts für Nationales Gedenken in Katowice sowie Adiunkt an der katholischen Kardinal-Stefan-Wyszyński-Universität Warschau. Er beschäftigt sich speziell mit kommunistischen Verbrechen in Oberschlesien, unter anderem mit der Verfolgung der deutschen und der autochthonen Bevölkerung nach 1945. Dziurok war im Prozess gegen den ehemaligen Lagerkommandanten Salomon Morel engagiert. Er hat mehrere Arbeiten veröffentlicht.

## Publikationen (Auswahl)
- Metody pracy operacyjnej aparatu bezpieczeństwa wobec kościołów i związków wyznaniowych 1945–1989, Warschau, 2004
- Armia Krajowa i konspiracja poakowska na ziemi rybnickiej 1942–1947, Katowice, 2004
- (gemeinsam mit Adam Dziuba) Die Aufdeckung und Bekämpfung des „revisionistischen Elements“ in der Woiwodschaft Kattowitz in den fünfziger und sechziger Jahren, in: Jahrbücher für Geschichte Osteuropas, Stuttgart, N.F. 51 (2003), S. 254–280
- Represje wobec duchowieństwa górnośląskiego w latach 1939–1956 w dokumentach, Katowice, 2003
- Obóz Pracy w Świętochłowicach w 1945, Warschau, 2002
- Śląskie rozrachunki: władze komunistyczne a byli członkowie organizacji nazistowskich na Górnym Śląsku w latach 1945–1956, Warschau 2000.